# Eidalcamenes brevipennis
Eidalcamenes brevipennis is een rechtvleugelig insect uit de familie Romaleidae. De wetenschappelijke naam van deze soort is voor het eerst geldig gepubliceerd in 1900 door Giglio-Tos.